# Anikita Ivanovič Repnin
Principe Anikita Ivanovič Repnin (Mosca, 1668 – Riga, 3 luglio 1726) è stato un generale russo che appartenne ad una famiglia di boiardi, forse discendente dei Rurichidi e imparentata con gli Obolenskij. Il principe Anikita fu uno dei più stretti collaboratori di Pietro il Grande, che tra le altre cose lo nominò voivoda ereditario di Černihiv.

## Biografia
In occasione dell'insurrezione guidata dalla granduchessa Sof'ja Alekseevna Romanova ebbe il comando del monastero della Trinità di San Sergio, vale a dire il controllo di Mosca, e poi ebbe una parte rilevante nella campagna d'Azov, dove guadagnò il grado di generale.
Durante la grande guerra del Nord, Repnin fu malvisto dal conte Boris Petrovič Šeremetev, già favorito dello Zar, che approfittando di alcune mancanze nei suoi confronti in quanto generalissimo dell'armata ad Holowczyn, fece leva su Pietro il Grande perché Repnin fosse privato del grado da poco acquistato.

Ebbe comunque una parte abbastanza importante alla battaglia di Lesnaja ed ebbe il comando delle truppe volontarie cosacche e ucraine contro Ivan Mazeppa. Fu però trasferito nelle Province baltiche, dove, riacquistata la benevolenza dello Zar, divenne governatore di Riga, approfittando della caduta in disgrazia di Aleksandr Danilovič Menšikov.